# Протасьево (Борисоглебский район)
Протасьево — село Борисоглебского района Ярославской области, входит в состав Андреевского сельского поселения.

## География
Расположено в 2 км на север от райцентра посёлка Борисоглебский.

## История
Местная каменная одноглавая церковь с колокольней во имя св. муч. Флора и Лавра и св. Василия Великого построена в 1795 году Палицыным. Ранее в селе была деревянная церковь, которая существовала до 1790 года.
В конце XIX — начале XX село входило в состав Борисоглебской волости Ростовского уезда Ярославской губернии. В 1885 году в деревне было 28 дворов.
С 1929 года село входило в состав Демьяновского сельсовета Борисоглебского района, с 1954 года — в составе Андреевского сельсовета, с 2005 года — в составе Андреевского сельского поселения.

## Население
| 1859 | 2007 | 2010 |
| ---- | ---- | ---- |
| 185  | ↘62  | ↘60  |

### Известные жители
- Авраамий (ок. 1550 — 13 [23] сентября 1626 или 1627) — писатель и публицист; келарь Троице-Сергиева монастыря; племянник летописца Варлаама Палицына.

## Достопримечательности
В селе расположена недействующая Церковь Флора и Лавра (1795).